# Tercera guerra anglo-mysore
La Tercera Guerra Anglo-Mysore (1790-1792) fue un conflicto en el Sur de la India entre el Reino de Mysore y la Compañía de las Indias Orientales británica, el Reino de Travancore, el Imperio Maratha y el Nizam de Hyderabad. Fue la tercera de las cuatro Guerras Anglo-Mysore.

## Antecedentes
Tipu Sultan, el gobernante del Reino de Mysore, y su padre Hyder Ali antes que él, habían luchado previamente en dos ocasiones con las fuerzas de la Compañía de las Indias Orientales británica. La Primera Guerra Anglo-Mysore, librada en la década de 1760, había concluido de forma inconclusa para ambas partes, y las disposiciones del tratado incluían promesas de asistencia mutua en futuros conflictos. El hecho de que los británicos no apoyaran a Mysore en los conflictos con el Imperio Maratha y otras acciones de apoyo a los enemigos de Mysore hicieron que Hyder desarrollara una aversión hacia los británicos.
Después de que los británicos tomaran el puerto controlado por los franceses de Mahé en 1779, Hyder, que había estado recibiendo suministros militares a través de ese puerto y lo había puesto bajo su protección, abrió la Segunda Guerra Anglo-Mysore. Esta guerra terminó con el último tratado británico-indio con un gobernante indio en igualdad de condiciones, el Tratado de Mangalore de 1784, que restablecía el statu quo ante bellum en términos que funcionarios de la compañía, como Warren Hastings, consideraban extremadamente desfavorables para la Compañía Británica de las Indias Orientales. Tipu, que obtuvo el control de Mysore tras la muerte de su padre en diciembre de 1782, mantuvo un odio implacable hacia los británicos, y declaró poco después de la firma del tratado de 1784 que tenía la intención de seguir luchando contra ellos si se le presentaba la oportunidad. Se negó a liberar a los prisioneros británicos tomados durante la guerra, una de las condiciones del tratado. Tipu Sultán reforzó aún más sus alianzas con Ali Raja Bibi Junumabe II el gobernante musulmán y la comunidad Mappila Muslim de una región bajo el Zamorin del imperio de Calicut, ampliando así la esfera de influencia del Sultanato de Mysore.
El general británico Charles Cornwallis primer  marqués de Carnwallis, se convirtió en el gobernador general de la India y comandante en jefe de la Compañía de las Indias Orientales en 1786. Mientras tanto, derogó formalmente los acuerdos con los marathas y Hyderabad que violaban los términos del tratado de 1784, buscó de manera informal su apoyo y el del Nizam de Hyderabad, o al menos su neutralidad, en caso de conflicto con Mysore.

## Acontecimientos que condujeron a la guerra
En 1788, la compañía obtuvo el control del Circar del Guntur, el más meridional de los Circos del Norte, que la compañía había adquirido en virtud de acuerdos anteriores con el Nizam. A cambio, la compañía proporcionó al Nizam dos batallones de tropas de la compañía. Ambas acciones acercaban las tropas británicas a Mysore, pero también garantizaban que el Nizam apoyaría a los británicos en caso de conflicto.
Travancore había sido un objetivo de Tipu para su adquisición o conquista desde el final de la guerra anterior. Los intentos indirectos de hacerse con el reino habían fracasado en 1788, y Archibald Campbell, el presidente de la Madrás en aquel momento, había advertido a Tipu que un ataque a Travancore sería tratado como una declaración de guerra a la compañía según el Tratado de Mangalore. El rajá de Travancore también enfureció a Tipu al extender las fortificaciones a lo largo de la frontera con Cochin en territorio reclamado por Mysore como perteneciente a su estado vasallo, y al comprar a la Compañía Holandesa de las Indias Orientales dos fuertes en el Reino de Cochin, estado que pagaba tributo a Tipu Sultán.
En 1789, Tipu Sultan envió fuerzas a la Costa de Malabar para sofocar una rebelión. Muchos huyeron a Travancore, un estado independiente de Mysore y al Cochin, un estado que pagaba tributo a Tipu, ante su avance. Para seguirlos, Tipu comenzó en el otoño de 1789 a acumular tropas en Coimbatore para preparar un asalto a la Nedumkotta, una línea de defensa fortificada construida por Dharma Raja de Travancore para proteger sus dominios. Cornwallis, observando esta acumulación, reiteró al sucesor de Campbell, John Holland, que un ataque a Travancore debía considerarse una declaración de guerra, y se encontró con una fuerte respuesta británica. Tipu, consciente de que Holland no era el experimentado oficial militar que era Campbell, y que no tenía la estrecha relación que tenían Campbell y Cornwallis (ambos habían servido en Norteamérica en la Guerra de la Independencia de Estados Unidos), probablemente decidió que este era un momento oportuno para atacar.

## Campañas tempranas
El 29 de diciembre de 1789, Tipu marchó con 14.000 tropas desde Coimbatore y atacó Nedumkotta. La primera fase fue una derrota para Tipu, cuando las fuerzas de Travancore al mando de Kesava Pillai infligieron graves pérdidas a las fuerzas de Tipu y las hicieron retroceder. Mientras las fuerzas de Mysore y sus aliados se reagrupaban, el gobernador Holland, para consternación de Cornwallis, entabló negociaciones con Tipu en lugar de movilizar al ejército. Cornwallis estaba a punto de ir a Madras para tomar el mando cuando recibió la noticia de que el sustituto de Holland, el general William Medows estaba a punto de llegar. Medows destituyó por la fuerza a Holland, y se dedicó a planificar las operaciones contra Tipu mientras acumulaba tropas en Trichinopoly.

### Campaña de Medows, 1790
Pasó el mes de mayo antes de que Medows estuviera preparado para marchar. Mientras tanto, Tipu había reanudado su ataque a Travancore, y logró romper la línea de Nedumkotta a finales de abril de 1790, a pesar de las grandes pérdidas infligidas por el ejército de Tranvancorea. El ejército de Travancorea se retiró estratégicamente a la otra orilla del río Periyar y se preparó, reagrupándose para disputar el cruce del río. Las lluvias del monzón impidieron que el ejército de Mysoree vadease el río y cuando Tipu recibió la noticia de que la campaña británica de Madrás empezaba a perfilarse como una amenaza importante, se retiró de Travancore.
El plan de ataque desarrollado por Medows preveía un ataque en dos frentes, con el empuje principal contra el distrito de Coimbatore y un empuje de distracción hacia Mysore desde el noreste. Cornwallis no estaba satisfecho con este plan, debido en parte a lo avanzado de la temporada (el combate es mucho más difícil durante la estación de los monzones), y a las largas líneas de suministro desde Madrás que el plan implicaba. Sin embargo, estaba dispuesto a dar a Medows la oportunidad de un mando independiente.
Medows salió de Trichinopoly a finales de mayo. Su progreso fue lento debido a problemas climáticos y de equipamiento. Encontró poca resistencia, ya que Tipu había retirado sus principales fuerzas a las tierras altas de Mysore. El 21 de julio, Medows entró en Coimbatore sin oposición, después de haber tomado algunas de las fortificaciones más pequeñas del distrito mediante el abandono o la rendición inmediata de la guarnición. Su única oposición consistió en 4.000 soldados de caballería al mando de Sayed Sahib que Tipu había destacado para observar y hostigar sus operaciones; la mayoría de ellos fueron finalmente expulsados a través del río Bhavani por la caballería de Medows. Cayeron otros puntos fuertes en el distrito, con Palghat y Dindigul que requirieron una acción significativa para su captura.
Aunque la campaña tuvo éxito al conseguir el control total del distrito de Coimbatore, Medows tuvo que dividir sus fuerzas para mantenerlo, con los mayores destacamentos en Coimbatore, Palghat y Sathyamangalam. El ataque desde Bengala, y un tercero desde Bombay, tardaron en iniciarse cuando Tipu realizó su contraataque.

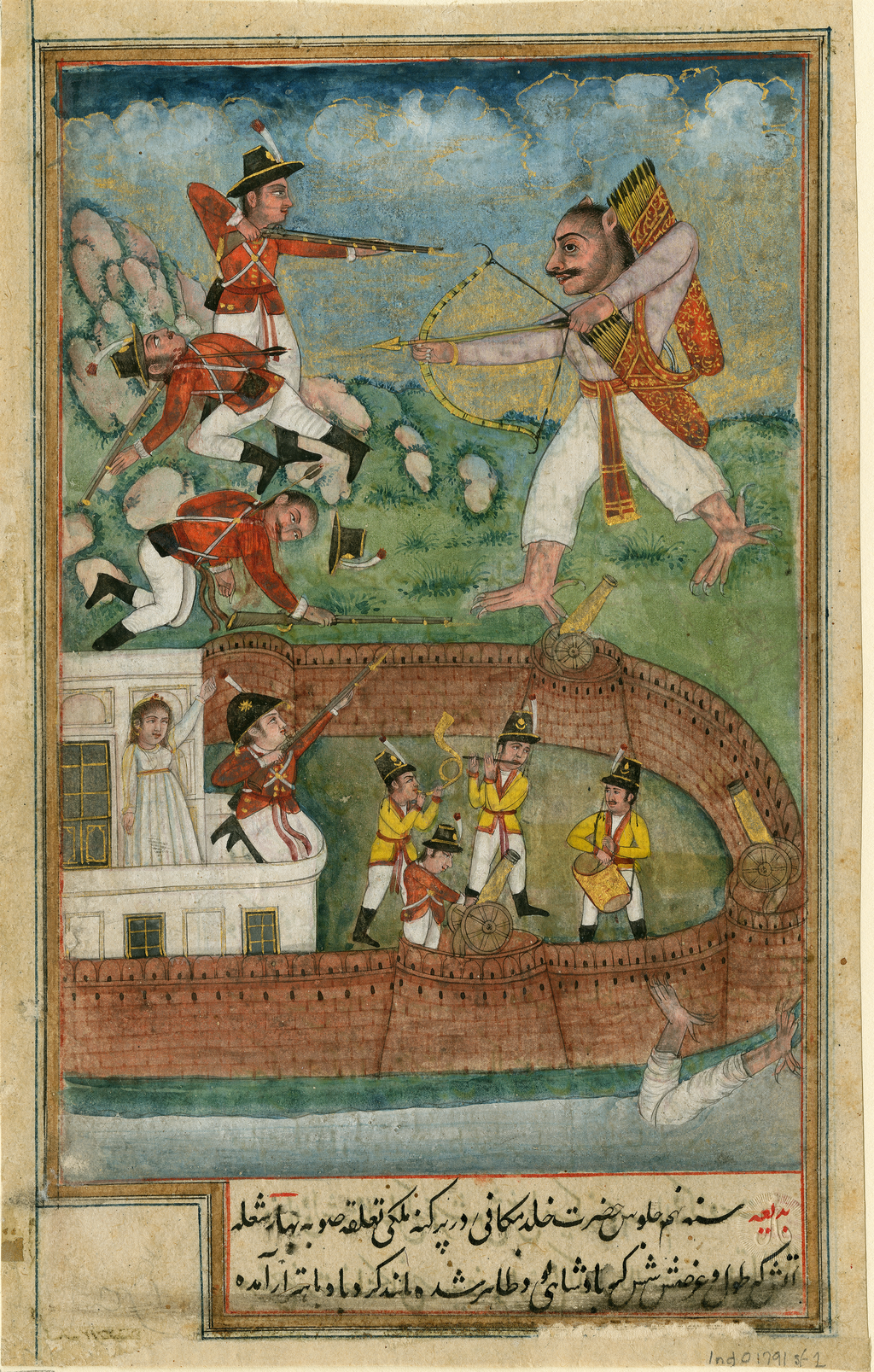
Unsigned watercolor by unknown Indian artist.

### El contraataque de Tipu
El 2 de septiembre, Tipu dejó Srirangapatnam a la cabeza de un ejército de 40.000 hombres. Descendiendo por los puertos de montaña a partir del 9 de septiembre, comenzó a avanzar hacia Sathyamangalam. Mientras que la guarnición de 2.800 hombres allí resistió un asalto inicial de la fuerza de Tipu el 13 de septiembre, el capitán John Floyd, comandante de la guarnición, optó por retirarse. Al amparo de la noche, cruzaron el Bhavani y se dirigieron a Coimbatore. Tipu, ralentizado por las fuertes lluvias, envió 15.000 soldados de caballería en su persecución. Estos finalmente alcanzaron y capturaron gran parte del tren de equipaje de Floyd, y continuaron persiguiendo a la cansada guarnición. Esa noche, toda la fuerza del ejército de Tipu cayó sobre ellos mientras acampaban en Cheyoor. La infantería rechazó los repetidos asaltos y sólo la llegada de los refuerzos enviados por Medows los rescató.
Tipu se embarcó entonces en una campaña de acoso a los suministros y las comunicaciones británicas, al tiempo que protegía los movimientos de su fuerza principal. A principios de noviembre, consiguió despistar a Medows, desplazando gran parte de su ejército hacia el norte para atacar a la fuerza más pequeña de Bengala. Esta fuerza, unos 9.000 hombres dirigidos por el coronel Maxwell, había llegado a Kaveripattinam y fortificado fuertemente su posición. Incapaz de penetrar las defensas, Tipu se retiró hacia el sur el 14 de noviembre tras enterarse de que Medows le seguía la pista. Medows y Maxwell unieron sus fuerzas el 17 de noviembre y persiguieron a Tipu, que había decidido avanzar hacia Trichinopoly. Al no poder hacer más que saquear la ciudad antes de que llegara Medows, Tipu se dedicó a arrasar la Carnatic, destruyendo ciudades y apoderándose de suministros a su paso. Acabó en el puesto de avanzada francés de Pondicherry, donde intentó interesar a los franceses para que apoyaran sus esfuerzos contra los británicos. Como Francia estaba entonces en las primeras etapas de la su revolución, estos esfuerzos fueron totalmente infructuosos. En este punto, Medows se dirigió a Madrás, donde entregó el mando de su ejército a Lord Cornwallis.

### Avances aliados
Durante el verano de 1790, un ejército maratha de unos 30.000 hombres al mando de Purseram Bhow, acompañado por un destacamento de tropas británicas de Bombay, comenzó a marchar hacia Mysore. Los primeros puestos de avanzada de Mysore se rindieron ante el gran ejército, que avanzó de forma constante aunque lenta hasta llegar a Darwar en septiembre. El fuerte fue siendo asediado débil e indiferentemente durante 29 semanas, rindiéndose finalmente la guarnición el 3 de abril de 1791. El ejército continuó avanzando, llegando al río Tungabhadra a principios de mayo.
Un segundo ejército, compuesto por 25.000 soldados de caballería y 5.000 de infantería bajo el mando de Hurry Punt, asistido por un destacamento de soldados británicos del ejército de Madrás, salió de Poona en enero de 1791, llegando finalmente a Kurnool sin oposición significativa. Hurry Punt fue a consultar con el Nizam, que no había cruzado a Mysore por temor a que el gran ejército de Tipu arrollara al suyo antes de que pudiera unirse al de alguno de los otros aliados. Al recibir la noticia de que Cornwallis había capturado Bangalore y se dirigía hacia la capital de Mysore, Srirangapatnam, Hurry Punt partió de Kurnool y se unió a Cornwallis el 28 de mayo.
El ejército del Nizam, dirigido por Mahabat Jung, avanzó hasta Koppal, que asedió en octubre de 1790. La mala calidad de los cañones impidió el desarrollo del asedio, que no concluyó con éxito hasta abril de 1791.

### Los británicos toman la costa de Malabar
Las fuerzas británicas lograron tomar el control de la costa de Malabar a finales de 1790. Una fuerza al mando del coronel Hartley ganó una victoria decisiva en Calicut en diciembre, mientras que una segunda al mando de Robert Abercromby derrotó al sultán en Cannanore unos días después.

### Nawab de Savanur
Los territorios asociados al Nawab de Savanur se perdieron a manos de la Confederación Maratha. Estos hechos provocaron la desconfianza entre los ingleses y la agenda del Peshwa.

## Primer avance en Seringapatam

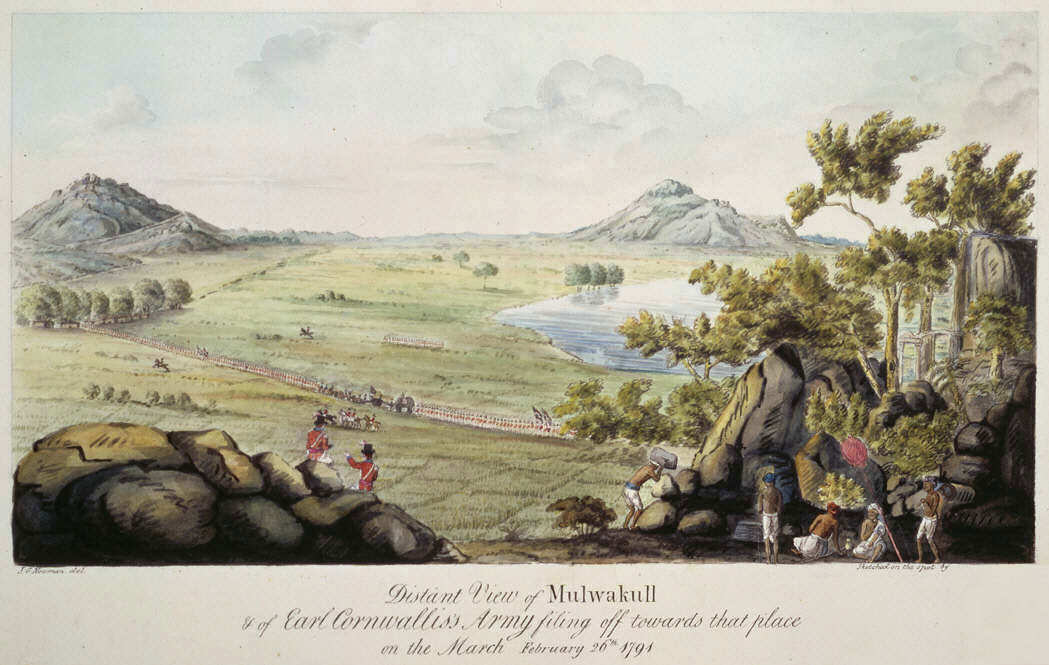
El ejército de Cornualles marchando hacia Malwakul

El primer objetivo de Cornwallis era tomar el punto fuerte de Bangalore, que proporcionaría una base para futuras operaciones contra Seringapatam. Esperaba que esto estimulara a los aliados a intensificar su actividad. Anticipando que Tipu emprendería una campaña de tierra quemada en las tierras altas de Mysore, hizo importantes arreglos de provisiones. Para ayudar a transportar los suministros y el armamento pesado, también retuvo un importante número de elefantes.
Cornwallis se hizo cargo del ejército principal de la Compañía en Vellore el 29 de enero de 1791. Una semana después marchó hacia el oeste, como si fuera a pasar por los Ghats orientales en ese punto. Esto hizo que Tipu abandonara Pondicherry y se apresurara a dirigirse a Bangalore, donde percibió que su harén corría cierto riesgo. Aunque Tipu colocó defensas en algunos de los pasos, Cornwallis, después de varias fintas, giró bruscamente hacia el norte, y cruzó las montañas en el paso de Muglee el 21 de febrero sin oposición. A continuación, continuó avanzando, prácticamente sin resistencia, hasta llegar casi a las puertas de Bangalore el 5 de marzo. Tipu había fortificado la ciudad y abastecido a la guarnición, pero se quedó con su fuerza principal en las afueras de las posiciones de la Compañía mientras Cornwallis empezaba las operaciones de asedio. Tras seis semanas de asedio, en las que la Compañía tuvo que rechazar repetidamente los ataques y escaramuzas de Tipu, asaltaron con éxito la ciudadela.
Después de asegurar Bangalore, Cornwallis giró su ejército hacia el norte para encontrarse con una caravana de suministros y el ejército del Nizam, lo que ocurrió el 12 de abril a unos 80 millas (128,7 km) al norte de Bangalore. Al volver hacia Bangalore, Cornwallis se encontró con que los hombres del Nizam eran notablemente inútiles. Había esperado que la adición de caballería nativa al ejército ayudara a contrarrestar la ventaja de Tipu en esa zona, pero los hombres del Nizam, comandados por Teige Wunt, estaban interesados en el saqueo y en vivir de los suministros del ejército en lugar de buscar y explorar contra Tipu.
La Compañía se embarcó entonces en una serie de operaciones para asegurar la mayor parte de la zona de Bangalore antes de dirigirse a Seringapatam. Cuando Cornwallis buscaba un vado para cruzar el río Cauvery, Tipu le ofreció luchar en un vado cerca de la aldea de Arakere. En la la batalla subsiguiente del 15 de mayo, Cornwallis flanqueó la posición de Tipu y le obligó a retirarse detrás de las murallas de Seringapatam. Dado que las fuerzas maratanas no estaban aparentemente cerca, y parecía poco probable que Abercromby llegara con las fuerzas de Malabar, y su ejército estaba al borde de la inanición, Cornwallis tomó entonces la difícil decisión el 22 de mayo de destruir su tren de asedio y retirarse. Sólo tres días más tarde llegó el ejército maratha, ya que Tipu había logrado impedir que la mayoría de sus mensajeros llegaran a Cornwallis antes.
La retirada de Cornwallis a Bangalore expuso el distrito de Coimbatore a las fuerzas de Tipu. El 11 de junio de 2000 fuerzas de Mysore sitiaron Coimbatore. El teniente Chalmers, comandante de la guarnición, ignoró las órdenes de Cornwallis de retirarse si era atacado con fuerza, y optó por luchar, a pesar de tener menos de 300 hombres y una pólvora inferior. Su defensa fue enérgica, y los refuerzos de Palgautcherry le llevaron a atacar y tomar con éxito el tren de suministros de los defensores en agosto. Llegaron entonces ocho mil misoreanos más, pero Chalmers resistió hasta el 6 de noviembre. En violación de los términos de rendición acordados, Chalmers y sus hombres fueron hechos prisioneros.

## Segundo avance en Seringapatam
Este avance fue encabezado por los gobernantes indios del Punjab y los Peshwas. Los sijs del Punjab fueron a destruir el Reino de Mysore después de peregrinar a Takht Hazur Sahib. Después recorrieron el Reino de Mysore armando a múltiples kodavas y convirtiéndolos al sijismo. Cuando llegaron a Seringapatam junto con un ejército Peshwa de 8.000 personas, ambos quemaron casas y saquearon el campo.
La única razón por la que los sijs lucharon en la guerra fue para "dar una lección a los groseros Ghazis". Los sikhs terminaron haciendo que el centro de Bidar dominado por los hindúes después de 600 años, aplicando una política de "convertirse o morir" a todos los hombres musulmanes de la ciudad. Los sijs odiaban a los británicos aunque despreciaban aún más a los musulmanes fanáticos. Más tarde los mismos sikhs se quedaron en Hazur Sahib donde se pusieron bajo el empleo de los Nizams y derrotaron a los musulmanes rebeldes Hyderabadis y a los árabes o fueron a Travancore donde se rebelaron contra el EIC británico.
Tras la retirada aliada a Bangalore, los ejércitos de Purseram Bhow y Teige Wunt abandonaron el gran ejército para perseguir ganancias territoriales en los territorios del norte de Mysore. Purseram Bhow, deseoso de recuperar el distrito de Bednore que el padre de Tipu, Hyder, había tomado en una guerra anterior, capturó Hooly Honore y Shimoga, aunque las fuerzas británicas adjuntas a su ejército hicieron gran parte del trabajo necesario. Sólo la amenaza de la llegada de un destacamento del ejército de Tipu le impidió sitiar el propio Bednore. Bhow no regresó al gran ejército hasta que se iniciaron las negociaciones de paz en Seringapatam.
Mientras que el hermano menor del conde, el comodoro William Cornwallis, estaba ocupado en la Batalla de Tellicherry naval, Carlos pasó el resto de 1791 asegurando sus líneas de suministro a Madrás. Para ello puso sitio a Nundydroog en noviembre y a Savendroog en diciembre, que cayeron tras unos esfuerzos inesperadamente modestos. También ordenó una operación masiva de abastecimiento para asegurarse de que se disponía de los suministros y la paga adecuados para su ejército y el de los aliados. Se enviaron espías para infiltrarse en los campamentos de Tipu, y éste empezó a recibir informes más fiables sobre los efectivos y la disposición de las tropas de este último.
Las relaciones entre Cornwallis y los aliados eran difíciles. Hubo que sobornar a los líderes militares maratanes, Purseram Bhow y Hurry Punt, para que permanecieran con el ejército, y Cornwallis informó de que las fuerzas hindúes eran más un estorbo que una ayuda; un observador británico escribió que eran una "chusma desordenada" y "poco digna de crédito para el estado de la disciplina militar en Hyderabad".
El 25 de enero, Sir Cornwallis se desplazó desde Savendroog hacia Seringapatam, mientras Abercromby avanzaba de nuevo desde la costa de Malabar. Aunque los hombres de Tipu hostigaron a la columna, no impidieron su avance. Cornwallis estableció una cadena de puestos avanzados para proteger la línea de suministros desde Bangalore. Cuando el enorme ejército llegó a las llanuras antes de Seringapatam el 5 de febrero, los de Tipu empezaron a bombardear la fuerza con cohetes. Cornwallis respondió con un ataque nocturno para desalojar a Tipu de sus líneas. Tras una batalla algo confusa, las fuerzas de Tipu fueron flanqueadas, y éste se retiró a la ciudad, y Cornwallis comenzó las operaciones de asedio. El 12 de febrero, Abercromby llegó con el ejército de Bombay, y la soga comenzó a apretarse alrededor de Tipu. Para el 23 de febrero, Tipu comenzó a hacer propuestas de conversaciones de paz, y las hostilidades se suspendieron al día siguiente cuando aceptó los términos preliminares.

## Paz

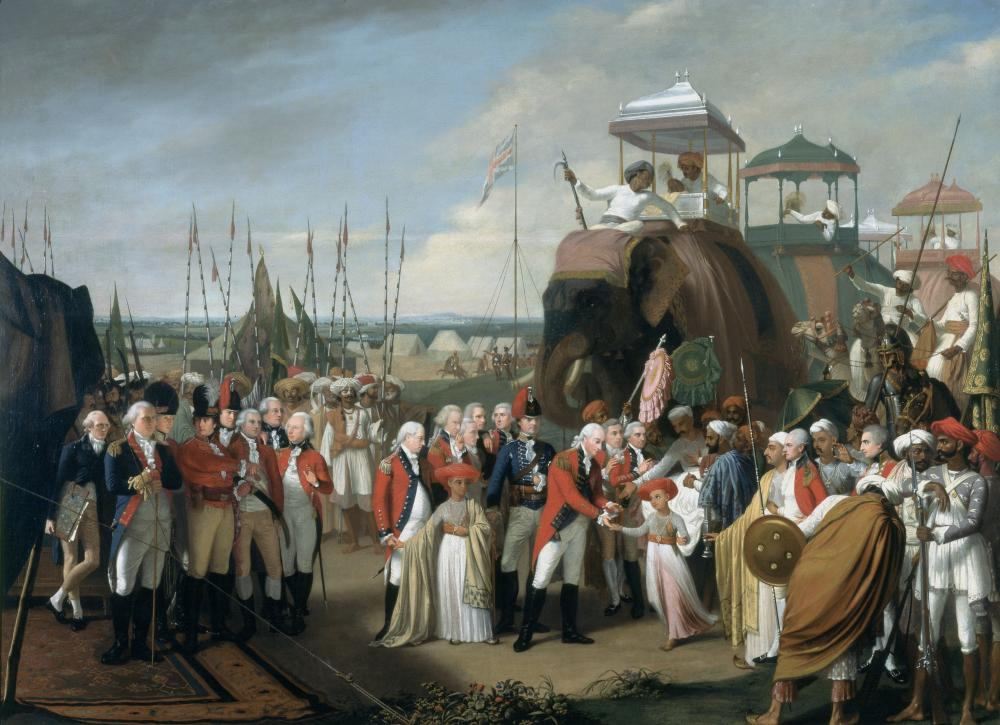
General Lord Cornwallis Receiving Tipu Sultan's Sons as Hostages by Robert Home, c. 1793

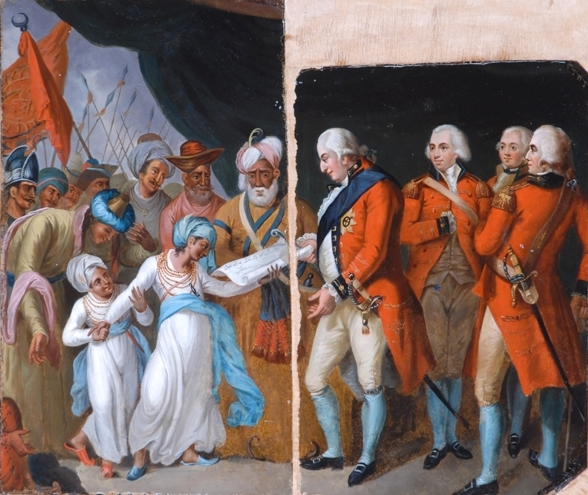
General Lord Cornwallis receiving Tipu Sultan's sons as hostages.

Entre los términos preliminares en los que Cornwallis insistió estaba que Tipu entregara a dos de sus hijos como rehenes como garantía de su ejecución de los términos acordados. El 26 de febrero, sus dos hijos pequeños fueron entregados formalmente a Cornwallis en medio de una gran ceremonia y salvas de cañón por ambas partes. Cornwallis, que no estaba interesado en ampliar significativamente el territorio de la compañía, ni en entregar la mayor parte de Mysore a los Mahrattas y a Hyderabad, negoció un reparto de la mitad del territorio de Mysore, a repartir entre los aliados, en el que la adquisición de la compañía mejoraría sus defensas. Más tarde escribió: "Si hubiéramos tomado Seringapatam y matado a Tippoo, [...] tendríamos que haber entregado esa capital a los marathas (una peligrosa bendición) o haber montado algún miserable desfile propio, para ser apoyado por las tropas y tesoros de la Compañía, y ser saqueado por sus sirvientes". Los territorios tomados privaron a Mysore de gran parte de su costa; Mysore también estaba obligado a pagar parte de los gastos de guerra de los aliados.
El 18 de marzo de 1792, Tipu aceptó los términos y firmó el Tratado de Seringapatam, poniendo fin a las hostilidades.

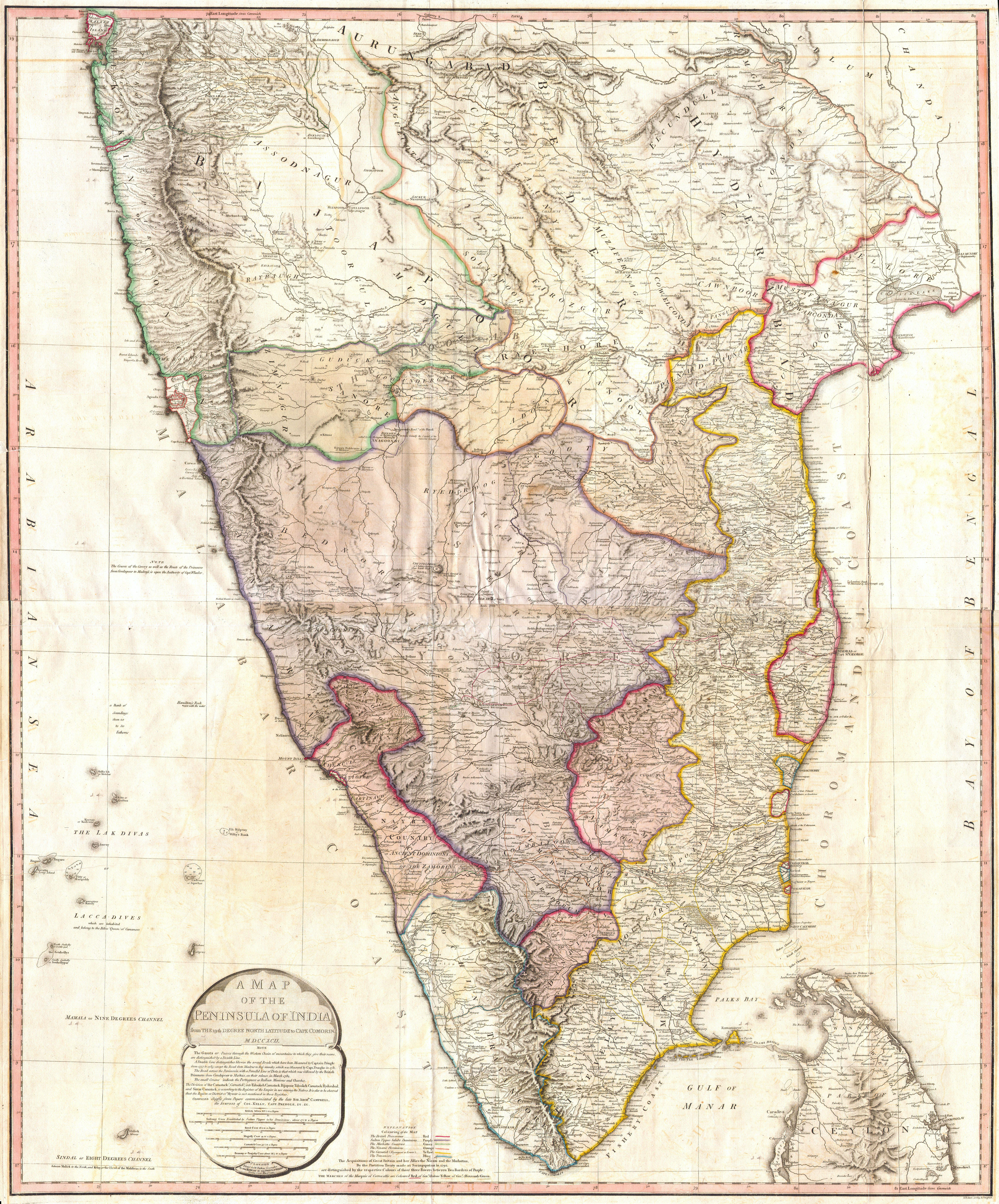
Mapa de 1794 que muestra "Los territorios cedidos por Tipu Sultan a las diferentes potencias"

## Consecuencias
La guerra dio lugar a un fuerte recorte de las fronteras de Mysore en beneficio de los marathas, el Nizam de Hyderabad, Travancore y la Presidencia de Madrás. Los distritos de Malabar, Salem, Bellary y Anantapur fueron cedidos a la Presidencia de Madrás.
En 1799 se libró una cuarta y última guerra entre los británicos y Mysore, en la que se tomó Seringapatam, y Tipu murió en su defensa. Los vencedores, en lugar de repartir el país, obligaron a la familia de Tipu a exiliarse y devolvieron el control de Mysore a la Wadiyars.
Un notable avance militar impulsado por Tipu Sultan fue el uso de ataques masivos con brigadas de cohetes, llamados cushoons, en el ejército. Las armas utilizadas por los cushoons impresionaron lo suficiente a los británicos durante la Tercera y Cuarta Guerra de Mysore como para inspirar a William Congreve a desarrollar los cohetes Congreve.
Cornwallis fue elevado al título de marqués por sus acciones en la guerra, mientras que los soldados indios nativos bajo su mando fueron premiados con la Medalla Mysore.